# Duitse militaire begraafplaats in Wallendorf
De Duitse militaire begraafplaats in Wallendorf is een militaire begraafplaats in Rijnland-Palts, Duitsland. Op de begraafplaats liggen omgekomen Duitse militairen uit de Tweede Wereldoorlog.

## Begraafplaats
Op de begraafplaats rusten ongeveer driehonderd Duitse militairen. De meeste slachtoffers kwamen in de laatste fase van de Tweede Wereldoorlog om het leven. Het gebied rond Wallendorf lag tussen september 1944 en februari 1945 in de frontlinie.
Direct na de oorlog namen de inwoners van Wallendorf, dat bijna helemaal was vernietigd, de taak op zich om de gesneuvelde soldaten in de omgeving te identificeren. Ze werden op een gezamenlijke plek begraven en op ieder graf werd een houten kruis geplaatst. In 1950 begon de Volksbund Deutsche Kriegsgräberfürsorge met het herbegraven van de gesneuvelde militairen. De overkoepelende organisatie legde de begraafplaats aan op de plek waar het nu nog steeds gevestigd is. De begraafplaats werd ommuurd en de Volksbund plaatste een groot zandstenen kruis. Aan de voet van elk graf is een naamplaatje bevestigd en op de grafvelden staan diverse zandstenen kruizen die herinneren aan de oude "Sühnekreuze".